# Arbesthal
Arbesthal ist eine Ortschaft und eine Katastralgemeinde in der Gemeinde Göttlesbrunn-Arbesthal in Niederösterreich.

## Geographie
Arbesthal befindet sich nordwestlich der 6 km entfernten Stadt Bruck an der Leitha und liegt nördlich an der Ost Autobahn in unmittelbarer Nähe zur Raststation Göttlesbrunn.

## Geschichte
Im Jahr 1083 scheint der Ort unter dem Namen Arawezital erstmals urkundlich auf. Die Herrschaft über Arbesthal hatte das Stift Göttweig inne, dennoch wurde der Ort in der Reformationszeit von Trautmannsdorf aus reformiert und war bis 1584 evangelisch. Während des Rückzuges im Rahmen der ersten Türkenbelagerung im Jahr 1529 flüchteten die Bewohner in den nördlichen Wald und Arbesthal wurde verwüstet. Das gleiche Schicksal ereilte die Ortschaften während des Türkenfeldzuges von 1683. Im Jahr 1822 wurde der Ort als Dorf mit 63 Häusern genannt, das nach Göttlesbrunn eingepfarrt war, die Kinder aber im Ort eingeschult wurden. Die Herrschaft Trautmannsdorf besaß die Ortsobrigkeit, übte die Landgerichtsbarkeit aus und besorgte die Konskription. Die Untertanen und Grundholde des Ortes gehörten den Herrschaften Rohrau, Pfarre Bruck, Pfarre Schwadorf, Kirche Arbesthal und Stift Heiligenkreuz. 1835 wird das Dorf mit 67 Häusern und 390 Einwohnern erwähnt, die Getreide und etwas Wein anbauen. Laut Adressbuch von Österreich waren im Jahr 1938 in der Ortsgemeinde Arbesthal ein Bäcker, ein Fleischer, ein Friseur, ein Gastwirt, zwei Gemischtwarenhändler, drei Landesproduktehändler, ein Sattler, ein Schmied, ein Schneider, zwei Schuster und mehrere Landwirte ansässig. Außerdem gab es eine Milchgenossenschaft und einen Sodawassererzeuger.

## Sehenswürdigkeiten
Pfarrkirche Arbesthal

## Öffentliche Einrichtungen
In Arbesthal befindet sich ein Kindergarten.